# Sadney Urikhob
Sadney Urikhob (sinh ngày 19 tháng 1 năm 1992) là một cầu thủ bóng đá người Namibia hiện tại thi đấu cho PSMS Medan Liga 1 Indonesia và đội tuyển quốc gia Namibia.

## Sự nghiệp

### Police Tero FC
Vào tháng 7 năm 2017, anh khẳng định rằng sẽ ký bản hợp đồng 18 tháng với câu lạc bộ mới Police Tero F.C. ở Thai League 1, sau khi rời khỏi từ Super Power FC formerly còn được biết với tên Osotspa vào tháng 12 vừa rồi.

### PSMS Medan
Ngày 26 tháng 12 năm 2017, Sadney ký hợp đồng với câu lạc bộ Indonesia tại Liga 1 PSMS Medan theo dạng chuyển nhượng tự do, cùng với cựu tuyển thủ đội tuyển quốc gia Indonesia, Yongki Aribowo.

### Bàn thắng quốc tế
Tỉ số và kết quả liệt kê bàn thắng của Namibia trước.
| #  | Ngày                 | Địa điểm                                                            | Đối thủ    | Tỉ số | Kết quả | Giải đấu                                     |
| -- | -------------------- | ------------------------------------------------------------------- | ---------- | ----- | ------- | -------------------------------------------- |
| 1. | 6 tháng 7 năm 2011   | Sân vận động Mzuzu, Mzuzu, Malawi                                   | Malawi     | 1–0   | 1–0     | Giao hữu                                     |
| 2. | 11 tháng 11 năm 2011 | Sân vận động El Hadj Hassan Gouled Aptidon, Djibouti City, Djibouti | Djibouti   | 4–0   | 4–0     | Vòng loại giải vô địch bóng đá thế giới 2014 |
| 3. | 15 tháng 11 năm 2011 | Sân vận động Sam Nujoma, Windhoek, Namibia                          | Djibouti   | 4–0   | 4–0     | Vòng loại giải vô địch bóng đá thế giới 2014 |
| 4. | 22 tháng 2 năm 2012  | Sân vận động Độc lập, Windhoek, Namibia                             | Mozambique | 1–0   | 3–0     | Giao hữu                                     |
| 5. | 8 tháng 7 năm 2013   | Sân vận động Nkoloma, Lusaka, Zambia                                | Seychelles | 1–1   | 4–2     | Cúp COSAFA 2013                              |
| 6. | 21 tháng 5 năm 2015  | Sân vận động Moruleng, Saulspoort, Nam Phi                          | Zimbabwe   | 4–1   | 4–1     | Cúp COSAFA 2015                              |
| 7. | 30 tháng 5 năm 2019  | Sân vận động Princess Magogo, KwaMashu, Nam Phi                     | Seychelles | 3–0   | 3–0     | COSAFA Cup 2019                              |